# Курмышские татары
Курмышские татары (тат. Кормыш татарлары) — субэтнос татар, одна из этнических групп Нижегородского региона. Происходят из потомков мордвы и чуваш. Несли караульную службу недалеко от Нижнего Новогорода.

## История
Первые упоминания об субэтносе относятся к 1615 году в контексте участие в походах против Речи Посполитой и Великого княжества Литовского. Курмышские татары также принимали участие в Смоленском сражение 1639 года, многие из них были отмечены наградами.
C 1819 года они стали выезжать на поселения в Башкирию и Ставропольский уезд.